# Temco T-35 Buckaroo
El Temco T-35 Buckaroo (designación de compañía TE-1) fue diseñado a finales de los años 40 como un entrenador extremadamente económico para los mercados comerciales y militares. El fracaso de Temco en conseguir una orden de la Fuerza Aérea de los Estados Unidos para el Buckaroo le forzó a buscar clientes no gubernamentales para mantener abierta la línea de producción, pero solo se materializaron unas pocas órdenes de exportación.

## Diseño y desarrollo
A principios de 1948, el presidente de Temco, Robert McCulloch, recibió una petición del Gobierno filipino expresando interés en una versión de entrenador en tándem del Swift. El primer TE-1A fue una modificación del GC-1B Swift, construida a mano a partir de unos planos básicos, siendo la mayor diferencia, en apariencia, la disposición de asientos en tándem que resultó en un estrecho parabrisas y una alargada cubierta de dos piezas con una burbuja fija en la parte trasera. Este prototipo TE-1A fue completado a finales de 1948. Tras las pruebas de vuelo iniciales, un motor Continental de 145 hp sustituyó la instalación original de 125 hp.
A principios de 1949, llegó a oídos de la dirección de Temco que la Fuerza Aérea de los Estados Unidos (USAF) planeaba organizar una competición por un entrenador primario/básico. Temco construyó dos prototipos adicionales para esta competición, añadiendo las mejoras menores que les dio tiempo. Los tres aviones fueron designados YT-35 por la Fuerza Aérea. Temco competía contra otros dos aviones de entrenamiento, el Fairchild XNQ-1/T-31 y el Beechcraft Model 45. El 24 de febrero de 1949, la comisión de evaluación de entrenadores de la Fuerza Aérea eligió el Beech Model 45 por cuatro votos a uno, quedando el TE-1A de Temco en un distante tercer puesto. Debido a recortes de presupuesto, el programa de la USAF fue finalmente cancelado el mismo año.
Aunque la USAF se había decidido en contra del TE-1A, el interés había aumentado por parte de gobiernos extranjeros, particularmente el de la República de Filipinas. Tras un estudio de la evaluación de la competición, Temco decidió realizar un programa para mejorar el TE-1A. Algunos de los rediseños incluyeron:
1. Un aumento de tres pulgadas en la longitud total del fuselaje y un cambio en la sección transversal para que fuera más compatible con los asientos en tándem.
2. La cola horizontal fue aumentada en nueve pulgadas.
3. Se añadieron canalizadores en el fuselaje y alas.
4. Tren de aterrizaje mejorado con recolocación del tren principal para mejorar las características de manejo en tierra.
5. Mejoras estructurales en el ala para soportar cargas de 9 g.
6. Se realizaron cambios en el equipamiento y en su instalación, incluyendo un cambio del sistema eléctrico de 12 a 24 voltios, y cambios en la instalación de la radio para cubrir los estándares de la Fuerza Aérea.

Al tiempo de este rediseño, Temco había decidido construir, sobre la especulación, 10 de estos aparatos de producción propulsados por motores de 145 hp.

## Historia operacional
A finales de 1949, con la ingeniería y utillajes completados a alrededor del 75 %, tres de los TE-1A, redesignados YT-35, participaron en la revivida competición por un entrenador de la USAF que comenzó en 1950. Se organizaría un programa de evaluación usando estudiantes que volarían los aviones en competición, en la Base de la Fuerza Aérea Randolph. Tras la recepción de la orden de la USAF, Temco decidió que se instalase un motor Franklin de 165 hp, además de los extensos cambios que ya se habían realizado en el TE-1A. La USAF estuvo de acuerdo con el cambio, siendo designado este modelo como TE-1B y recibiendo el nombre de Buckaroo. Los desarrollos del TE-1A y del TE-1B continuaron simultáneamente. El TE-1A fue designado para la exportación, y el TE-1B, para la USAF. Un TE-1A fue comprado por la Fuerza Aérea Israelí y un segundo ejemplar, lo fue por la Fuerza Aérea Griega.
En julio de 1950, los tres YT-35 Buckaroo fueron entregados en la Randolph AFB para competir contra los entrenadores YT-34 Mentor, Fairchild T-31, Boulton Paul Balliol, y el de Havilland DHC-1B Chipmunk. Más tarde aquel año, la guerra de Corea interrumpió muchos programas militares estadounidenses, incluyendo la evaluación del YT-35. Los aviones acabaron en la  James Connally Air Force Base, actualmente llamada TSTC Waco Airport, cerca de Waco, Texas.
Después de 10 meses de rigurosas pruebas, los tres YT-35 fueron devueltos a Temco a finales de julio de 1951, para un remozado de fábrica. Luego fueron asignados a la Goodfellow Air Force Base, donde más tarde fueron vendidos como excedentes.
La mayor parte de los TE-1B fue vendida a Arabia Saudita (designados como T-35A), a través del Programa de Ayuda de Defensa Mutua. El contrato de Temco con los saudíes era por diez T-35A y suficientes piezas para mantenerlos volando durante años. Los aviones T-35A saudíes incluían dos ametralladoras de 7,62 mm, una montada dentro de cada ala, y diez cohetes de 70 mm, montados cinco en cada ala.
Tanto Italia como Israel compraron un único TE-1B Buckaroo en 1948. En 1950, el avión israelí fue evaluado contra el Fokker Instructor y el DHC-1 Chipmunk para su posible uso como entrenador con la escuela de vuelo de la IAF. Perdiendo la competición, el único Buckaroo fue retirado a finales de 1950 o principios de 1951.

## Variantes
Model TE-1A
Designación de compañía para la versión motorizada con el Franklin 6A4-165-B3, seis construidos (incluyendo tres como YT-35).
Model TE-1B
Designación de compañía para la versión motorizada con el Continental C-145-2H, diez construidos como T-35A.
YT-35
Model TE-1A con motor Franklin 6A4-165-B3 para evaluación por la Fuerza Aérea de los Estados Unidos, tres construidos.
T-35A
Model TE-1B entregados a Arabia Saudita bajo el Programa de Ayuda de Defensa Mutua, diez construidos.

## Operadores
Arabia Saudita
- Real Fuerza Aérea Saudí: diez T-35A.[2]

 Estados Unidos
- Fuerza Aérea de los Estados Unidos: tres YT-35 para evaluación.[2]

 Grecia
- Fuerza Aérea Griega: solo un ejemplar TE-1A.

 Israel
- Fuerza Aérea Israelí: un TE-1A para evaluación.[2]

 Italia
- Aeronautica Militare: un solo TE-1A recibido en 1950.[2]

## Supervivientes
Un T-35A está en exhibición en Riad, Arabia Saudita. Dos T-35A recuperados de Arabia Saudita de un "cementerio" en el desierto, son propiedad de The International Swift Association de Athens (Tennessee), Estados Unidos. Actualmente, existen cinco Buckaroo registrados en los Estados Unidos.

## Especificaciones (TE-1B)
Referencia datos: Janes's All The World's Aircraft 1953–54

### Características generales
- Tripulación: Dos (alumno e instructor)
- Longitud: 6,60 m
- Envergadura: 8,94 m
- Altura: 1,86 m
- Superficie alar: 12,4 m²
- Perfil alar: NACA 23015 (raíz), NACA 23009 (punta)
- Peso vacío: 590 kg
- Peso cargado: 871 kg
- Planta motriz: 1× motor bóxer de seis cilindros refrigerado por aire Franklin 6A4-165-B3.
  - Potencia: 123 kW (165 hp)
- Capacidad de combustible: 123 l

### Rendimiento
- Velocidad máxima operativa (Vno): 251 km/h a nivel del mar
- Alcance: 882 km[5]
- Techo de vuelo: 5200 m (17 000 pies)
- Régimen de ascenso: 5,1 m/s (1000 pies/min)

### Armamento
- Ametralladoras: 

  - 2 de 7,62 mm en las alas
- Cohetes: 

  - 10 de 70 mm

### Aeronaves similares
- Beechcraft T-34 Mentor
- de Havilland DHC-1B Chipmunk
- Fairchild XNQ

### Secuencias de designación
- Secuencia T-_ (Entrenadores estadounidenses, 1948-presente): ← T-32 - T-33 - T-34 - T-35 - T-36 - T-37 - T-38 →

### Listas relacionadas
- Anexo:Aeronaves de la Fuerza Aérea de los Estados Unidos (históricas y actuales)